# Васильевская волость (Псковская область)

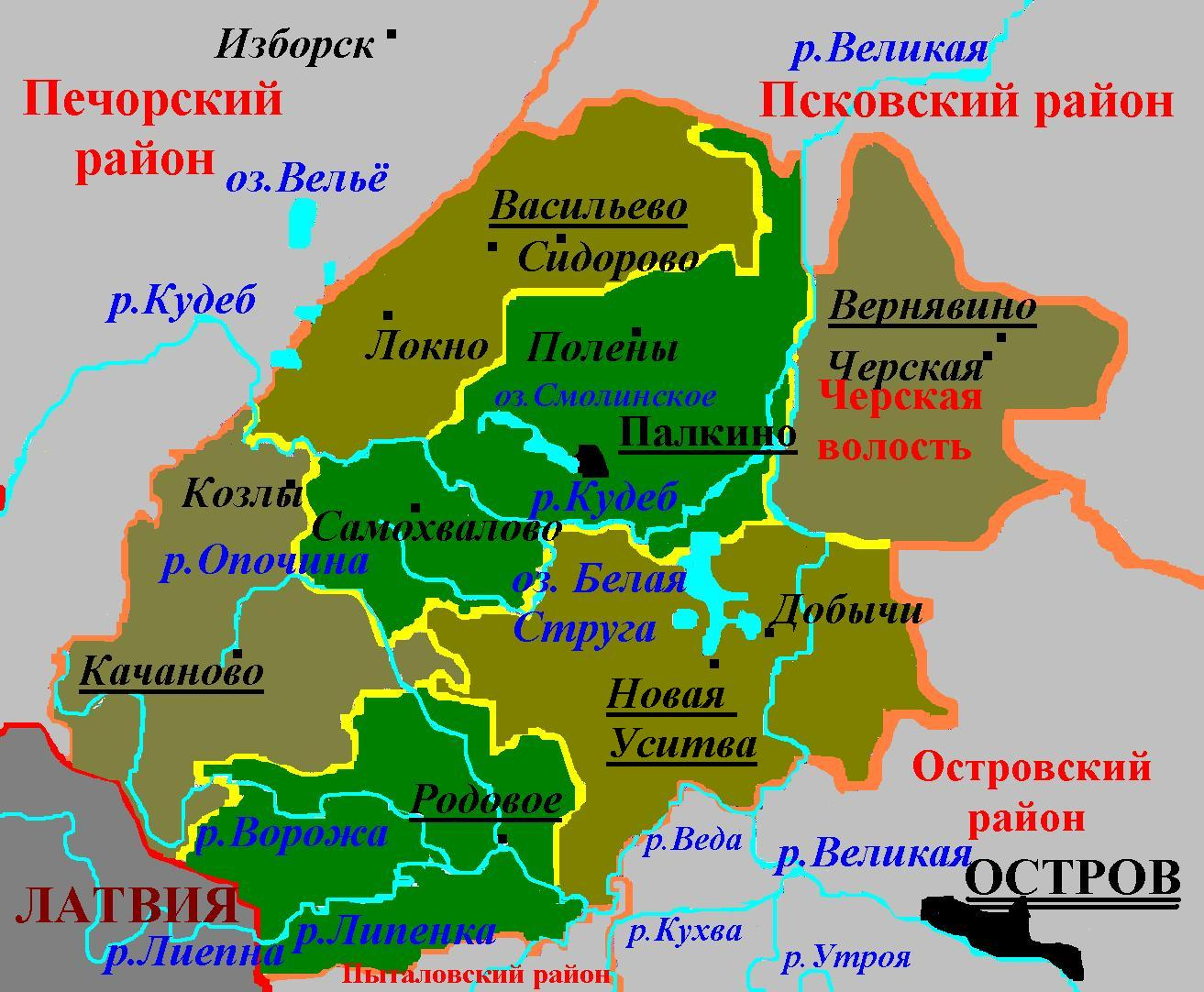
Административное деление Палкинского района в 1995—2015 годах (в 1966—1995 годах — вместо волостей — одноимённые сельсоветы)

Васильевская волость — упразднённое муниципальное образование со статусом сельского поселения и административно-территориальная единица 3-го уровня в Палкинском районе Псковской области России.
Административный центр — деревня Васильево.

## География
Территория волости граничила на юге с Качановской, на юго-востоке и востоке — с Палкинской волостями Палкинского района, на западе — с Печорским районом, на севере — с Псковским районом Псковской области.

## Население
| 2002 | 2010 | 2012 | 2013 | 2014 | 2015 |
| ---- | ---- | ---- | ---- | ---- | ---- |
| 723  | ↘513 | ↘486 | ↘456 | ↘433 | ↘412 |

## Населённые пункты
В состав Васильевской волости входило 53 деревни: Анскино, Апарино, Белохвостово, Бенево, Бобьяково, Болотово, Боровики, Бритиково, Васильево, Ведюги, Великополье, Веретье, Ворошилово, Выставка, Гахново, Гоглово, Гнилино, Гривки, Гора, Дубохново, Дулово, Ильгино, Ирхино, Загорье, Заполье, Зубовщина, Клюкино, Казаково, Крашняково, Костыгово, Коровкино, Лабутино, Локно, Лухново, Любить, Медведково, Мылово, Носово, Олохово, Петригино, Подчерничье, Самулино, Сергино, Сидорово, Симоново, Тараскино, Улкино, Усох, Усадище, Фишово, Шейкино, Юматово, Яхново.

## История
До 1927 года эта территория в составе нескольких сельсоветов входила в Палкинскую волость с центром в д. Палкино в рамках Псковского уезда Псковской губернии России. С упразднением губерний, уездов и волостей с 1927 года эти сельсоветы стали входить в Ленинградскую область, с 1944 года — в Псковскую область. При этом с 1927 до 1931 года они входили в Палкинский район, с 1931 до 1935 года — в Островский район, с 1935 года — вновь в Палкинский район.
Указом Президиума Верховного Совета РСФСР от 16 июня 1954 года путём объединения Локновского и Любятинского сельсоветов был образован Васильевский сельсовет.
Решением Псковского облисполкома от 26 октября 1959 года часть упразднённого Гавриловского сельсовета была включена в Васильевский сельсовет.
С 1961 до 1966 года сельсовет временно входил в Печорский район.
Постановлением Псковского областного Собрания депутатов от 26 января 1995 года все сельсоветы в Псковской области были переименованы в волости, в том числе Васильевский сельсовет превращён в Васильевскую волость
Законом Псковской области от 28 февраля 2005 года в границах волости было образовано также муниципальное образование Васильевская волость со статусом сельского поселения с 1 января 2006 года в составе муниципального образования Палкинский район со статусом муниципального района.
Законом Псковской области от 30 марта 2015 года волость была упразднена и с 11 апреля 2015 года включена в состав Палкинской волости.